# Ferrières (Hautes-Pyrénées)
Ferrières ist eine französische Gemeinde mit 87 Einwohnern (Stand 1. Januar 2022) im Département Hautes-Pyrénées in der Region Okzitanien (vor 2016: Midi-Pyrénées). Sie gehört zum Arrondissement Argelès-Gazost und zum Kanton La Vallée des Gaves.
Die Einwohner werden Ferrièrois und Ferrièroises genannt.

## Geographie
Ferrières liegt circa 14 Kilometer westlich von Argelès-Gazost in der historischen Provinz Bigorre am Fluss Ouzom, der die Grenze zum Département Pyrénées-Atlantiques bzw. zur Region Nouvelle-Aquitaine markiert.
Umgeben wird Ferrières von den sieben Nachbargemeinden:
| Louvie-Juzon (Pyrénées-Atlantiques)    | Asson (Pyrénées-Atlantiques)                | Salles |
| Louvie-Soubiron (Pyrénées-Atlantiques) | Kompassrose, die auf Nachbargemeinden zeigt | Aucun  |
| Arbéost                                | Arrens-Marsous                              |        |

## Einwohnerentwicklung

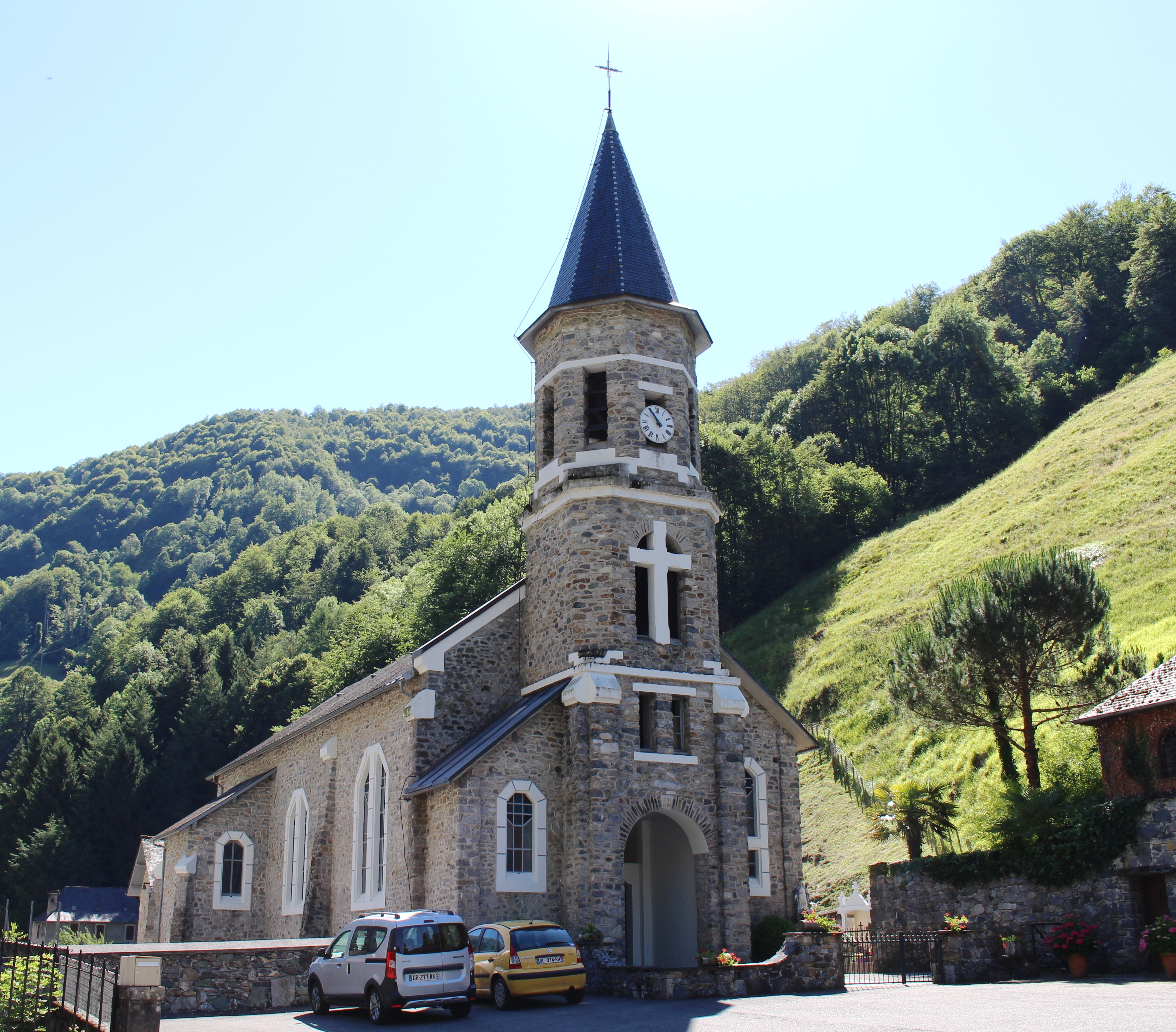
Pfarrkirche Saint-Pierre-Saint-Paul

Nach Beginn der Aufzeichnungen stieg die Einwohnerzahl bis zu Beginn des 19. Jahrhunderts auf einen Höchststand von 835. In der Folgezeit sank die Größe der Gemeinde bei kurzen Erholungsphasen bis heute auf unter 100.
| Jahr      | 1962 | 1968 | 1975 | 1982 | 1990 | 1999 | 2006 | 2011 | 2022 |
| --------- | ---- | ---- | ---- | ---- | ---- | ---- | ---- | ---- | ---- |
| Einwohner | 240  | 190  | 149  | 135  | 112  | 110  | 113  | 108  | 87   |

## Sehenswürdigkeiten
- Pfarrkirche Saint-Pierre-Saint-Paul

## Wirtschaft und Infrastruktur

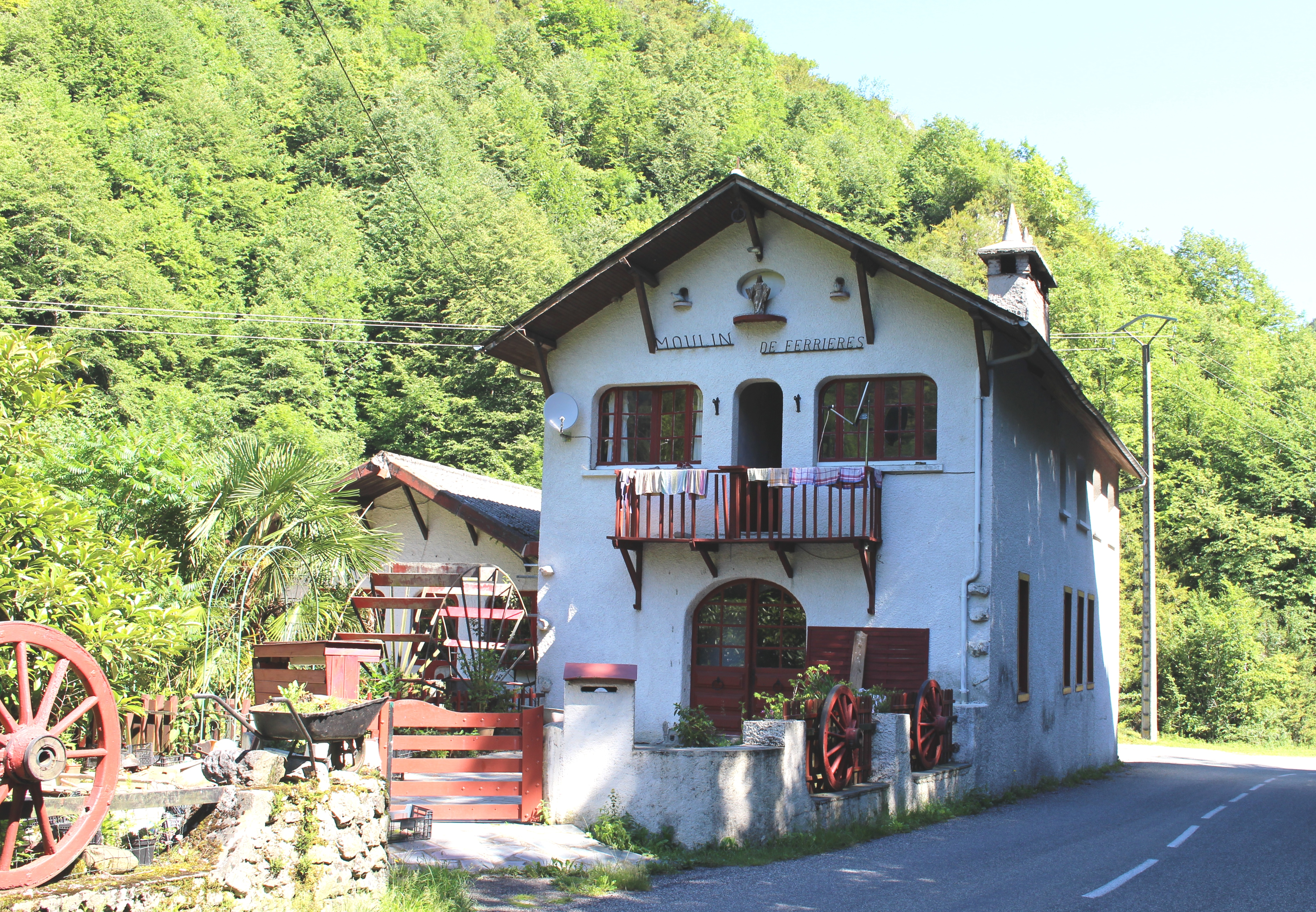
Wassermühle

Ferrières liegt in den Zonen AOC des Ossau-Iraty, eines traditionell hergestellten Schnittkäses aus Schafmilch, sowie der Schweinerasse Porc noir de Bigorre.

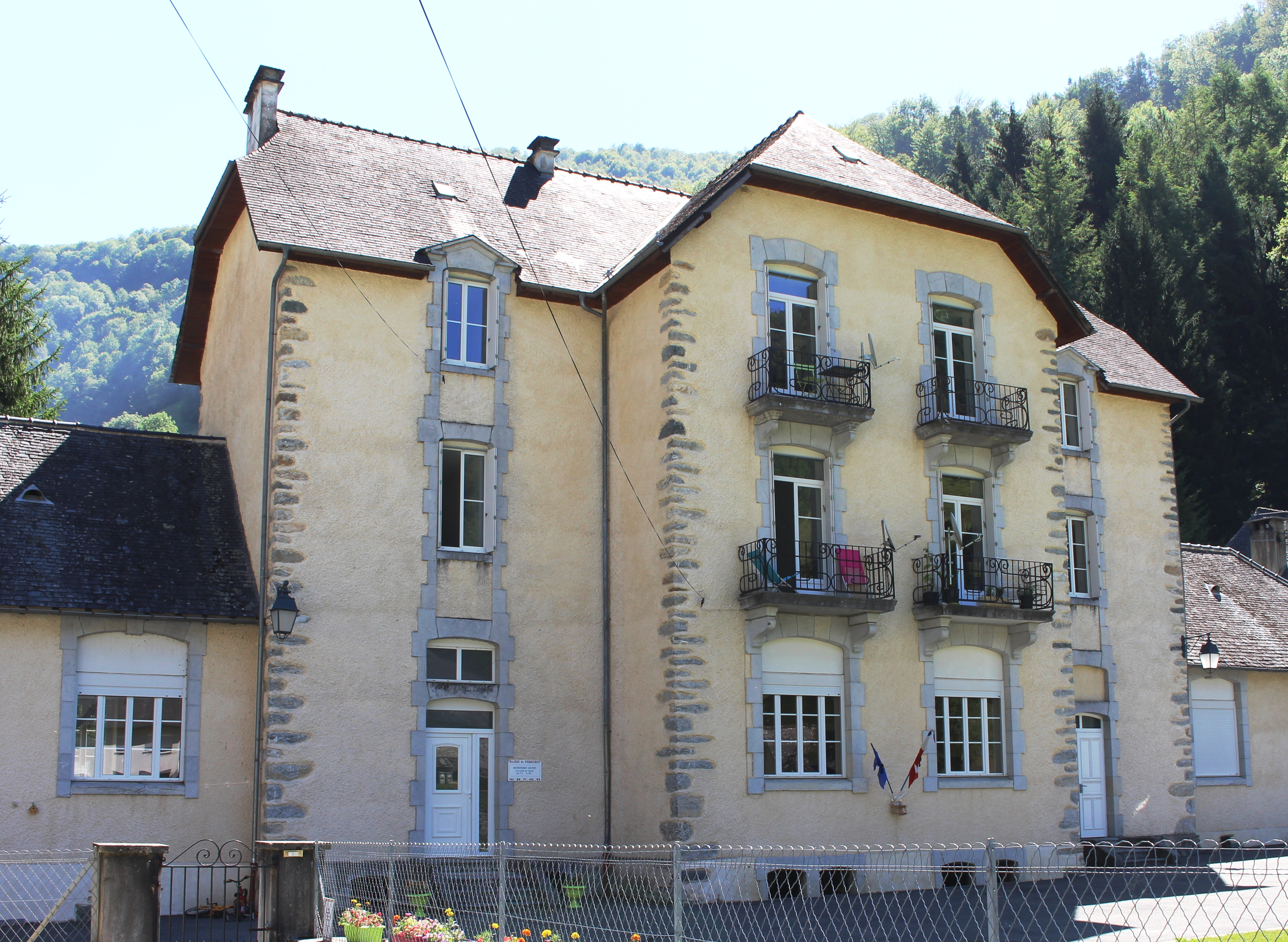
Schulgebäude

### Bildung
Die Gemeinde verfügt über eine öffentliche Vor- und Grundschule mit neun Schülerinnen und Schülern im Schuljahr 2019/2020.

### Verkehr
Ferrières ist über die Route départementale 126 erreichbar.

## Persönlichkeiten
Jean Espagnolle, geboren am 5. Januar 1820 in Ferrières, gestorben am 29. Oktober 1918 in Arthez-d’Asson, war katholischer Geistlicher, Romanist und Baskologe.